# عيد العمال (فلم)
عيد العمال (بالإنجليزية: Labor Day) هو فيلم دراما أُصدر في الولايات المتحدة سنة 2013.

## طاقم التمثيل
- كيت وينسليت
- جوش برولين
- توبي ماغواير

## القصة
```
وفي عام 1987 ، أديل ويلر ( كيت وينسلت ) هي أمي واحد من الاكتئاب الذي يعيش في منزل في الريف مع ابنها البالغ من العمر 13 عاما ، هنري ( Gattlin جريفيث ) . بينما هم الملابس والتسوق، و النهج الدموي هنري رجل وتجعلها اصطحابه للمنزل للاعتناء به. وكشفت أن الرجل فرانك تشامبرز ( جوش برولين ) ، و المحكوم عليه المطلوب من قبل الشرطة المحلية بعد الخروج من السجن. من خلال ذكريات الماضي ، تبين أن فرانك هو قدامى المحاربين في فيتنام الذين عادوا إلى ديارهم وتزوج صديقته الحامل ، ماندي ( Maika مونرو ) ، الذي سرعان ما أنجبت . وبعد عام ولادة الطفل ، وكان فرانك و ماندي قتال، حيث كشفت عن غير قصد بأنه ليس والد الطفل . خلال المعركة ، وقال انه دفع لها بطريق الخطأ ضد المبرد ، مما أدى إلى وفاتها . في نفس الوقت، غرق الطفل وأرسلت إلى السجن فرانك بتهمة القتل ماندي .
```

أديل وفرانك تقع في الحب و تخطط للذهاب إلى كندا مع هنري. فإنها تبدأ التعبئة المنزل وتنظيف في يوم العمل . وفي الوقت نفسه، هنري يطور صداقة مع فتاة ناضجة ، ولكن المتلاعبة اسمه اليانور ( Brighid فليمنج ) ، ويذهب لرؤيتها واحدة لمزيد من الوقت قبل أن يغادروا . انها تتلاعب به إلى التفكير أديل وفرانك ذاهبون إلى التخلي عنه و قال انه يكشف قصد الماضية فرانك. الصباح وهم في طريقهم للمغادرة، هنري يأخذ مذكرة إلى منزل والده ويترك في علبة البريد الخاصة به . بينما هو يمشي المنزل، شرطي ( جيمس فان دير بيك ) تقدم لدفع له المنزل، وهنري لا يوجد لديه خيار سوى قبول . الشرطي هو مشبوه من السيارة معبأة و فارغة من منزل تقريبا، لكنه يترك في نهاية المطاف. أديل يذهب إلى البنك للحصول على كل المال من حسابها ، و حين انها ذهبت الجار يأتي أكثر لإعطاء أديل بعض القوائم القرفة ، ويتحدث لفرانك . انها مشبوهة من الذين انه قد يكون . يجد الأب هنري مذكرة غادر ، ويدعو المنزل يتساءل ما يجري. قبل أديل ، فرانك ، وهنري يستطيع الهروب ، و تصل الشرطة و إلقاء القبض عليه. انه يربط هنري و أديل حتى قبل أن يخرج للاستسلام، بحيث لن المكلفة بإيواء هارب . لم يتم الكشف عنه الذي دعا الشرطة للإبلاغ جود فرانك في المنزل.
بعد سنوات، أصبح الكبار هنري ( توبي ماغواير ) خباز ناجحة و يتم الاتصال عن طريق فرانك ، الذي هو الخروج من السجن . هنري يقول له أن والدته لا تزال واحدة، وفرانك يلتقي أديل في منزلها عندما يتم إطلاق سراحه .

## روابط خارجية
- مقالات تستعمل روابط فنية بلا صلة مع ويكي بيانات